# Operacja leningradzko-nowogrodzka
Operacja leningradzko-nowogrodzka – operacja strategiczna rozpoczęta przez Armię Czerwoną podczas II wojny światowej 14 stycznia 1944 roku w celu rozbicia sił Grupy Armii „Północ” i odblokowania Leningradu spod oblężenia niemieckiego armiami frontów 2. Nadbałtyckiego, Leningradzkiego oraz Wołchowskiego. Po zaledwie dwóch tygodniach operacji Armia Czerwona kontrolowała już linię kolejową Leningrad–Moskwa, a 26 stycznia Stalin ogłosił, iż blokada Leningradu została zniesiona i że wojska niemieckie zostały wyparte z obwodu leningradzkiego. Zniesienie 900-dniowej blokady było świętowane w Leningradzie salwą 324 dział. Operacja zakończyła się miesiąc później 1 marca, kiedy Stawka rozkazała wojskom Frontu Leningradzkiego kontynuować swoje działania w operacji przez rzekę Narwa, podczas gdy 2 Front Nadbałtycki miał bronić terytorium wyzwolonego w pościgu za niemieckim XVI Korpusem Armijnym.
Według radzieckich informacji do 30 stycznia 1944 roku Niemcy stracili 21 000 żołnierzy, 85 dział kalibru od 150 do 400 mm i zostali odepchnięci 60–100 km od Leningradu do rzeki Ługa.

## Tło operacji
Po operacji Barbarossa niemieckie wojska odcięły Leningrad, tym samym rozpoczynając oblężenie tego miasta. Oddziały Armii Czerwonej przeprowadziły wiele operacji w tym rejonie w celu wyzwolenia okolic Leningradu spod kontroli wojsk niemieckich. Pod koniec 1943 roku rozpoczęto przygotowania do przeprowadzenia kolejnej operacji, mającej na celu odblokowanie Leningradu spod niemieckiego oblężenia po częściowo zakończonej sukcesem operacji Iskra w styczniu tego samego roku i operacji siniawińskiej przeprowadzonej pod koniec 1942 roku. Pierwsze spotkanie sztabu odbyło się 9 września 1943 roku, dwa lata i jeden dzień po rozpoczęciu oblężenia. Stworzono dwa plany, Newa I i Newa II. Newa I miał wejść w życie, gdyby wojska niemieckie naciskane na różnych odcinkach frontu wycofałyby z własnej woli swoje siły spod Leningradu i skierowały je gdzie indziej. Zarówno Stawka jak i wojska broniące Leningradu uważały, że jest to możliwe. Natomiast Newa II miał wejść w życie, gdyby Niemcy nie wycofaliby swoich sił spod Leningradu w najbliższych miesiącach. Ofensywa miała składać się z trzech uderzeń, pierwsze uderzenie miało zostać wyprowadzone z przyczółka pod Oranienbaumem, który został zdobyty wcześniej w tym samym roku, drugie uderzenie miało ruszyć ze Wzgórz Pułkowskich, a trzecie uderzenie z fortyfikacji wokół Nowogrodu. Ofensywa miała rozpocząć się zimą, kiedy to duże oddziały piechoty i artylerii mogłyby spokojnie przejść po zamarzniętych jeziorach i rzekach.

## Plany, przygotowania i siły obu stron

### ZSRR
W rejonie Leningradu na odcinku długości 256 km rozlokowano Front Leningradzki. Jego 23 Armia była zaangażowana w wojnę z Finlandią. Z III Rzeszą miały walczyć: 2 Armia Uderzeniowa, potajemnie przerzucona na liczący 50 km szerokości i 25 km głębokości przyczółek pod Oranienbaumem, oraz 42. i 67 Armia, broniące dostępu do miasta od południowego wschodu. Dalej na południe Front Wołchowski zajmował 232-kilometrowy odcinek od Gontowej Lipki do jeziora Ilmen. Na rzece Wołchow, na północ od Nowogrodu, utrzymywał on przyczółek o szerokości 35 km i głębokości 10 km. Główne siły tego frontu stanowiły 8., 54. i 59 Armia. 2 Front Nadbałtycki, w którego skład wchodziły 1. i 3 Armia Uderzeniowa, 22 Armia oraz 6. i 10 Gwardyjska Armia, zajmował 320-kilometrowy odcinek między jeziorami Ilmen i Nieszczarda koło Newla. Wsparcie powietrzne dla tych frontów zapewniały 13., 14. i 15 Armia Lotnicza. Na zapleczu w tym rejonie zgromadzono duże zapasy materiałów wojennych, zapewniając pełne dostawy w razie rozpoczęcia ofensywy. Taki rezultat osiągnięto głównie dzięki uruchomieniu większości leningradzkich zakładów zbrojeniowych.
Przed operacją Flota Bałtycka została wyznaczona do przetransportowania wojsk 2. Armii Uderzeniowej, dowodzonej przez gen. por. Iwana Fiediuninskiego, przez jezioro Ładoga do Oranienbauma. Od 5 listopada 1943 roku flota przetransportowała 30 000 żołnierzy, 47 czołgów, 400 dział, 1400 ciężarówek i 10 000 t amunicji i zaopatrzenia z miejsc przeładunkowych w fabrykach leningradzkich, Kanacie i bazy morskiej w Lisy Nos do Oranienbaumu. Po tym jak jezioro Ładoga zamarzło kolejne 22 000 ludzi, 800 ciężarówek, 140 czołgów i 380 dział zostało wysłanych na powierzchni zamarzniętego jeziora do Oranienbaumu. Kiedy rozładowanie zaopatrzenia i broni zostało zakończone artyleria została ustawiona na całej długości frontów Leningradzkiego, Wołchowskiego i 2 Nadbałtyckiego w koncentracji 200 dział na kilometr, w tym 21 600 standardowych dział artyleryjskich, 1500 wyrzutni rakietowych Katiusza i 600 dział przeciwlotniczych. Wojska radzieckie uzyskały także 1500 samolotów od Floty Bałtyckiej i fabryk wokół Leningradu. Ostateczne spotkanie radzieckich dowódców miało miejsce 11 stycznia 1944 roku w Smolnym. Gen. Goworow, dowódca Frontu Leningradzkiego, miał swoje wymienione priorytety. W celu otwarcia południowo-wschodniej i wschodniej linii kolejowej z Leningradu wojska radzieckie musiałyby wyzwolić Krasnogwardiejsk, w celu wyzwolenia Mgi, niewielkiego miasta i węzła kolejowego na obrzeżach Leningradu, którego zdobycie przez Niemców w 1941 roku zamknęło ostatnią linię kolejową do Leningradu. Goworow ustawił odpowiednio swoje wojska.
Siły trzech radzieckich frontów liczyły 1 mln 251 tys. żołnierzy, 20 183 działa i moździerze, 1580 czołgów i dział samobieżnych oraz 1386 samolotów. W chwili rozpoczęcia operacji tylko Front Leningradzki posiadał 716 tys. żołnierzy, 12 165 dział i moździerzy oraz 1132 czołgi i działa samobieżne. Wojska radzieckie miały więc dużą przewagę jeśli chodzi o siłę żywą i artylerię oraz zdecydowaną przewagę w broni pancernej oraz lotnictwie. Przygotowania Rosjan trwały wiele miesięcy, co zapewniło znacznie lepsze wyszkolenie wojsk frontów w porównaniu z całością armii, choć z drugiej strony oddziały, które od dłuższego czasu wyłącznie się broniły, nie miały doświadczenia w prowadzeniu działań zaczepnych.

### III Rzesza

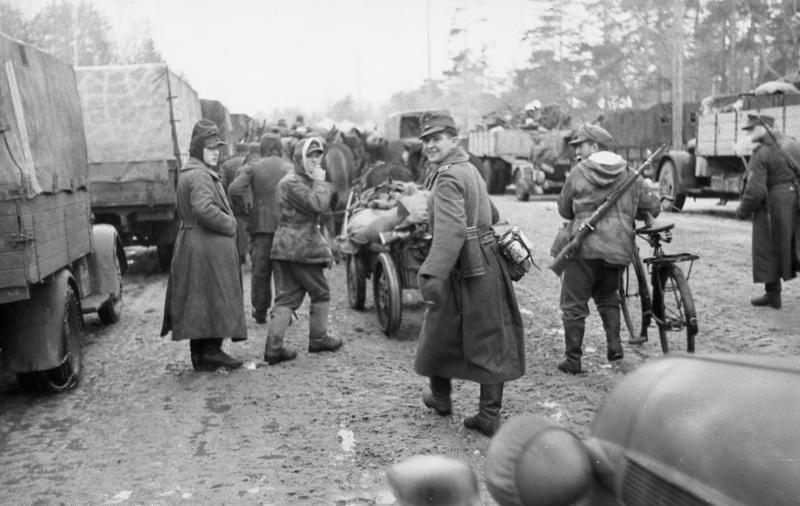
Niemieccy żołnierze w rejonie Leningradu, 22 grudnia 1943 roku

Pod koniec 1943 roku sytuacja Grupy Armii „Północ” stała się krytyczna. Błękitna Dywizja i trzy niemieckie dywizje zostały wycofane w październiku, podczas gdy sama grupa armii w tym samym okresie uzyskała 60 km terenu od Grupy Armii „Środek”. W zamian za to feldmarsz. Georg von Küchler otrzymał Błękitny Legion i trzy dywizje SS. W takim stanie osłabienia sztab grupy armii zaplanował nową pozycję na jej tyłach, która skróciłaby linię frontu o 25% i zlikwidowałaby zagrożenie ze strony wojsk radzieckich w wielu klinach na dotychczasowych liniach. Plan, o kryptonimie operacja Blau, zwany także odwrotem styczniowym, zakładał wycofanie się o 150 km na zachód do naturalnych linii obronnych, które tworzyły rzeki Narwa i Wielikaja oraz jeziora Pejpus i Pskowskie. Pozycja ta, zwana linią Pantery, składała się z fortyfikacji i umocnień budowanych od września 1943 roku. Oprócz tej rubieży obronnej Niemcy zbudowali także od wybrzeża Bałtyku do jeziora Ilmen system obrony oparty na liniach stałych umocnień zwany Wałem Północnym. Najsilniejsze umocnienia zbudowano na południe od Wzgórz Pułkowskich i na północ od Nowogrodu. Zalesiony teren z wieloma bagnami sprzyjał organizowaniu obrony. Łączna głębokość strefy obronnej dochodziła do 230-260 km. Odwrót miał zostać przeprowadzony w kilku fazach, używając przy tym umiarkowanych pozycji obronnych, z których najważniejszą była linia "Rollbahna" ustanowiona na linii kolejowej Oktiabrskaja przebiegającej przez Tosno, Lubań i Czudowo. Na tej pozycji dwa najbardziej narażone na atak radziecki korpusy armijne, XXVI i XXVIII, miały się przegrupować i złapać oddech przed kontynuowaniem odwrotu do swoich pozycji na linii "Pantera".

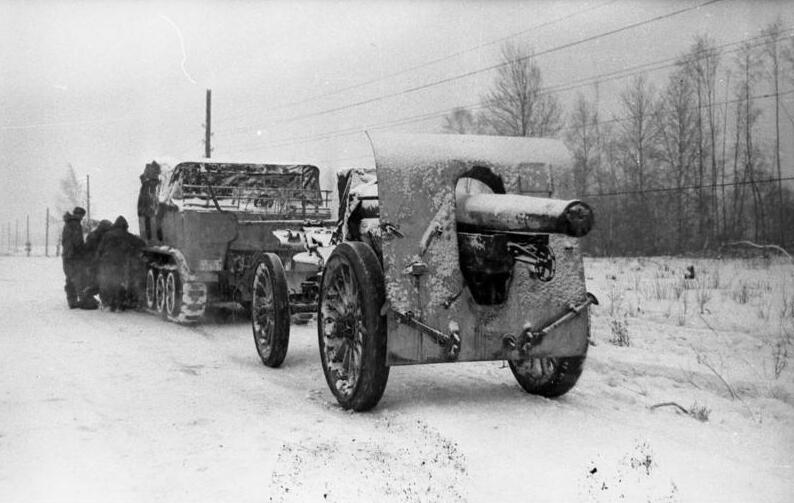
Niemiecka artyleria na obrzeżach Leningradu, grudzień 1943 roku

Los Grupy Armii „Północ” pogorszył się jeszcze bardziej w następnym roku, kiedy Hitler odrzucił wszelkie propozycje dotyczące wczesnego wycofania się na pozycje obronne linii "Pantera", podkreślając, że wojska Armii Czerwonej miały być powstrzymywane jak najdalej od Niemiec i że miały zostać zmuszone do zapłacenia wysokiej ceny za każdy metr wyzwolonego terenu. Ostatecznie Hitler przekazał trzy najlepsze dywizje piechoty ze składu Grupy Armii "Północ" Grupie Armii "Południe" feldmarsz. Ericha von Mansteina po tym jak oddziały tej grupy armii wycofały się za rzekę Dniepr pod ciągłymi atakami Rosjan. Feldmarsz. von Küchler utrzymywał teraz bardzo niepewną pozycję i mógł tylko oczekiwać na wydarzenia na frontach Leningradzkim i Wołchowskim z dużym pesymizmem.
Siły niemieckie w tym rejonie stanowiły: 18 Armia, stojąca naprzeciw frontów Leningradzkiego i Wołchowskiego, oraz 16 Armia, stojąca naprzeciw 2 Frontu Nadbałtyckiego. 18 Armia składała się z 19 dywizji i 3 brygad i liczyła 168 tys. żołnierzy, 4500 dział i moździerzy oraz 200 czołgów i dział szturmowych. Z wyjątkiem jednej dywizji, która pozostawała w rezerwie wszystkie oddziały armii znajdowały się na głównym pasie obrony. Dodatkowo armię wspierały dwie specjalne grupy ciężkiej artylerii przeznaczone do ostrzeliwania Leningradu. W skład 16. Armii wchodziło 21 dywizji i jedna brygada. W rezerwie znajdowała się jedna dywizja. Dodatkowo w rezerwie Grupy Armii „Północ” znajdowały się trzy dywizje wartownicze i dywizja szkolno-polowa. Łącznie obie armie niemieckie i wspierająca je 1 Flota Powietrzna Luftwaffe liczyły razem 741 tys. żołnierzy, 10 070 dział i moździerzy, 385 czołgów oraz 370 samolotów.

## Operacja

### Zniesienie blokady Leningradu

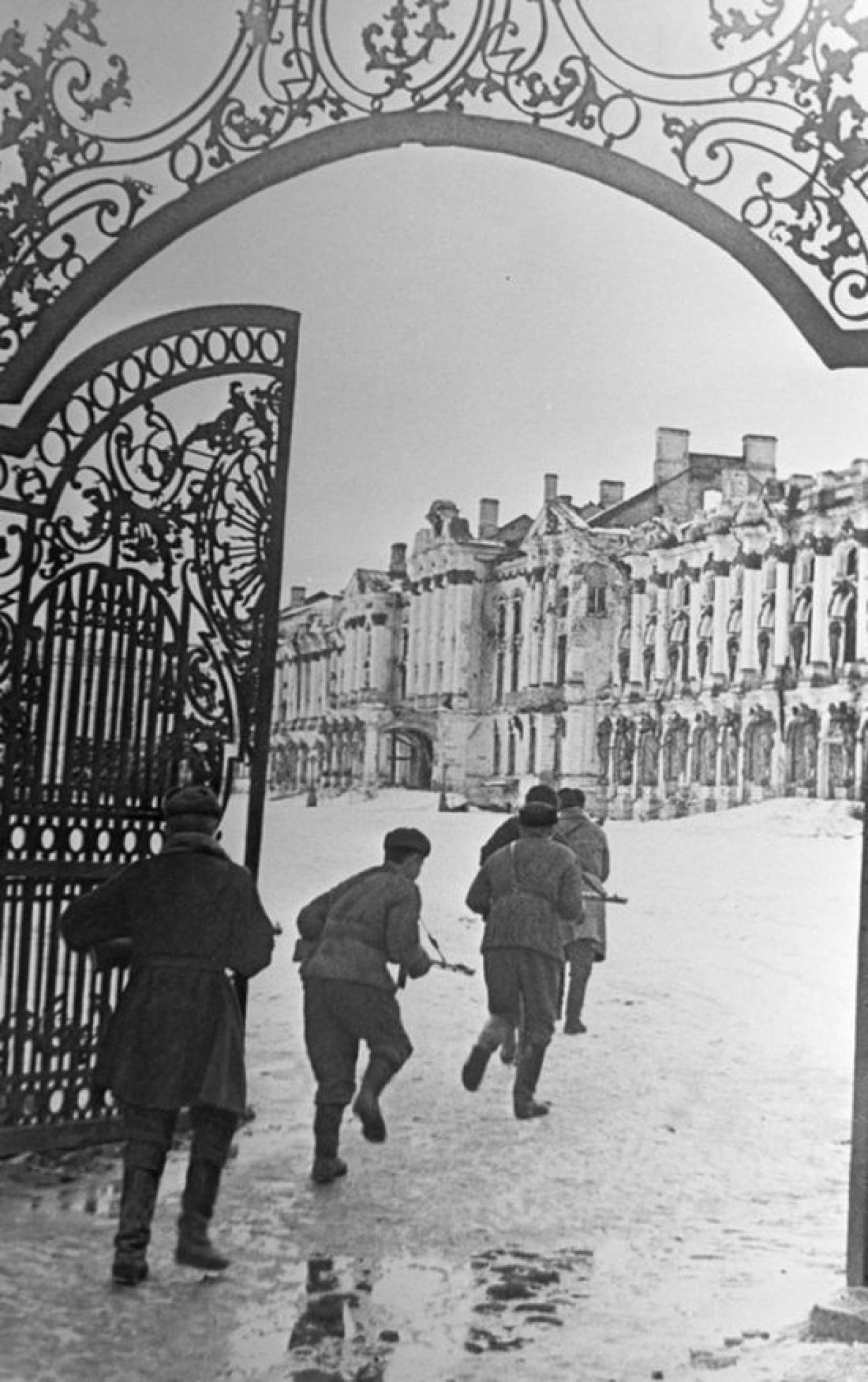
Żołnierze Armii Czerwonej w czasie walk ulicznych w Puszkinie w styczniu 1944 roku

12 stycznia 1944 roku działania rozpoczął 2 Front Nadbałtycki. Na początek przeprowadzono pozorowaną ofensywę przeciwko niemieckiej 16 Armii – 3 Armia Uderzeniowa i 10. Gwardyjska Armia zaczęły się przemieszczać w kierunku miejscowości Nowosokolniki, a dwa dni później w tym samym kierunku ruszyła 22 Armia. Tego samego dnia główną ofensywę rozpoczęły fronty Leningradzki i Wołchowski. Rano, po zmasowanym ostrzale artylerii lądowej i okrętowej, z przyczółka pod Oranienbaumem pozycje III Korpusu Pancernego SS zaatakowała 2. Armia Uderzeniowa. Niemcy stawili zacięty opór. Zadając atakującym poważne straty i przeprowadzając lokalne kontrataki zdołali utrzymać swoje pozycje przez dwa dni. Trzeciego dnia obrona została przerwana na szerokości 23 i głębokości 8-10 km. 42 Armia uderzyła 15 stycznia przed południem. Pozycje Niemców już dzień wcześniej były systematycznie bombardowane, a przed samym szturmem przeprowadzono gwałtowną nawałę ogniową z udziałem ciężkich dział okrętowych, wspartą bombardowaniem z powietrza. Mimo wystrzelenia na pozycje obrońców 220 tys. pocisków opór strony niemieckiej był bardzo silny i dopiero wieczorem 17 stycznia przerwano pierwszą linię. Oddziały 42. Armii przesunęły się o 10 km i częściowo weszły w drugą linię obrony. Ponieważ obie armie posuwały się w kierunku Ropszy, powstało niebezpieczeństwo okrążenia niemieckich oddziałów w rejonie Krasnego Sieła, Ropszy i Uricka. Dowództwo zarządziło odwrót przy jednoczesnym powstrzymaniu Rosjan. W tym celu wycofano spod Mgi i Czudowa oraz z innych odcinków frontu trzy dywizje piechoty i część dywizji SS „Nordland”. Mimo tych wysiłków w nocy z 18 na 19 stycznia 63 Gwardyjska Dywizja Strzelecka wyzwoliła Wronią Górę, w ciągu dnia 42 Armia wyzwoliła Krasnoje Sieło, a 2. Armia Uderzeniowa – Ropszę. Część niemieckich oddziałów znajdujących się w okrążeniu zdołała się przebić, a resztę zlikwidowano następnego dnia. Wojska obu armii weszły 25 km w głąb obrony Niemców i utworzyły jednolitą linię frontu.
14 stycznia do akcji wkroczyła także 59 Armia Frontu Wołchowskiego, która niepostrzeżenie przeprawiła się po lodzie przez jezioro Ilmen i zaatakowała bez przygotowania artyleryjskiego. Dzięki temu szybko zdobyła przyczółek o szerokości 6 i głębokości 4 km. Jednak na głównym kierunku uderzenia tej armii na północ od Nowogrodu warunki atmosferyczne uniemożliwiły normalne użycie artylerii i wykluczyły użycie lotnictwa. Przerwanie obrony nie powiodło się. Następnego dnia dowódca 59. Armii gen. Iwan Korownikow zdecydował się na przeprawienie przez Ilmen dywizji strzeleckiej i batalionu samochodów pancernych, a siły na głównym kierunku wzmocnił dywizją strzelecką, dwiema brygadami pancernymi i pułkiem artylerii samobieżnej. Do akcji na swoim odcinku weszła także 54. Armia. Mimo wzmocnienia sił Rosjanie posuwali się bardzo wolno, powstrzymywani przez niemieckie kontrataki i roztopy utrudniające działania czołgów i artylerii. Sytuacja wymagała użycia 18 stycznia drugiego rzutu 59 Armii, co przy współdziałaniu z 54. Armią w końcu zapewniło przerwanie frontu. 20 stycznia obie grupy 59 Armii spotkały się pod Goryniewem, jednocześnie wyzwalając Nowogród. Wieczorem resztki niemieckiego ugrupowania zostały ostatecznie rozbite. Ponieważ oddziałom niemieckim wokół Mgi i Tosna zaczęło zagrażać okrążenie, w nocy z 20 na 21 stycznia rozpoczęły one zorganizowany odwrót. Za nimi ruszyły wojska 8. i 67. Armii.

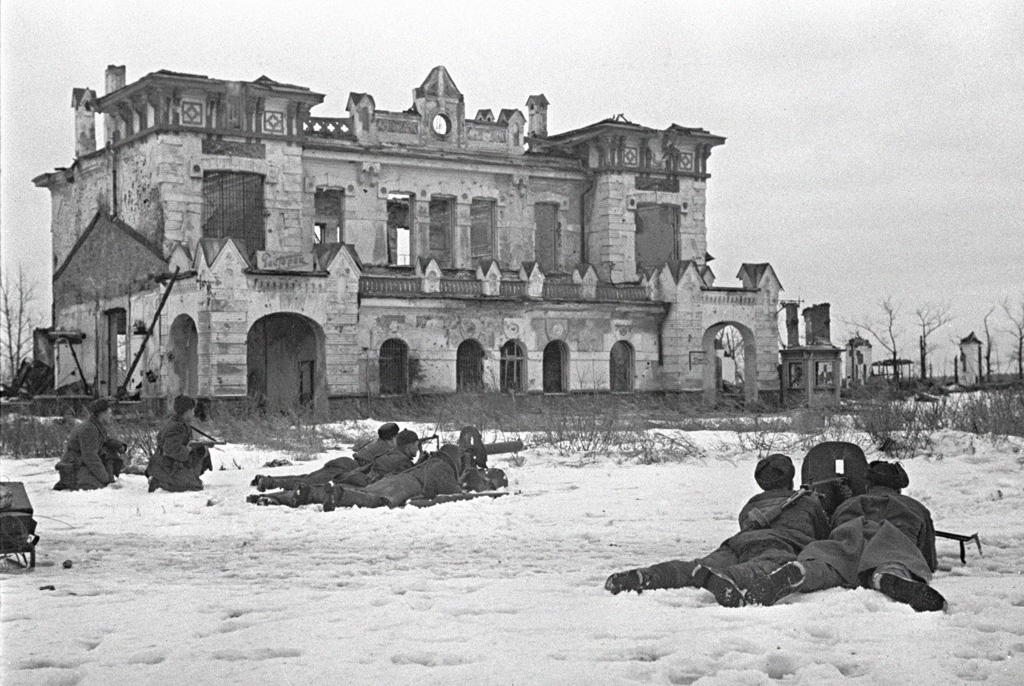
Stanowiska radzieckich karabinów maszynowych podczas walk z nieprzyjacielem w Puszkinie, 21 stycznia 1944 roku

W tym czasie 2 Front Nadbałtycki przez dziewięć dni toczył walki w rejonie Nowosokolników, wiążąc trzy dywizje z rezerw niemieckiej 16 Armii. Ponieważ oddziały 18. Armii wycofujące się spod Mgi mogły się umocnić w rejonie Krasnogwardiejska i Wołosowa, 22 stycznia Stawka zdecydowała, że należy wykonać uderzenie w kierunku Tosna i po przecięciu dróg odwrotu zlikwidować je. Następnie zamierzano przeprowadzić dwa uderzenia: główne w kierunku Narwy i pomocnicze w kierunku Siwierskiego, co miało zapewnić oskrzydlenie lewej flanki 18 Armii. Realizację tego planu rozpoczęto natychmiast i w nocy z 23 na 24 stycznia 42 Armia obeszła Puszkin i wyzwoliła miasto w ciągu dnia. Wojska 2. Armii Uderzeniowej 27 stycznia wyzwoliły Wołosowo. W nocy z 25 na 26 stycznia rozpoczęły się walki o Krasnogwardiejsk, które zakończyły się wyzwoleniem miasta w ciągu dnia.
Posuwająca się za wycofującymi się Niemcami 8 Armia 24 stycznia podeszła do Tosna, które razem z Lubaniem i Czudowem zostało wyzwolone 26 stycznia przez 54 Armię. Zapewniło to całkowitą kontrolę nad linią kolejową łączącą Leningrad z Moskwą. Natomiast 59 Armia wieczorem 26 stycznia doszła do Ługi i uchwyciła przyczółek na drugim brzegu. Do końca miesiąca fronty Leningradzki i Wołchowski przełamały front na szerokości 300 km i posunęły się o 60-100 km, zmuszając 18. Armię do wycofania się.

### Dalsza ofensywa radziecka
Przerwanie Wału Północnego spowodowało zmianę na stanowisku dowódcy Grupy Armii „Północ”. 29 stycznia feldmarsz. Georga von Küchlera zastąpił gen. Walther Model. Jednocześnie zaczęto umacniać pozycje obronne wzdłuż rzeki Ługa, gdzie z Grupy Armii „Środek” przeniesiono dywizję pancerną i zmotoryzowaną, a z 16. Armii – dywizję piechoty. Miało to pozwolić na zatrzymanie Rosjan do momentu obsadzenia linii "Pantera".

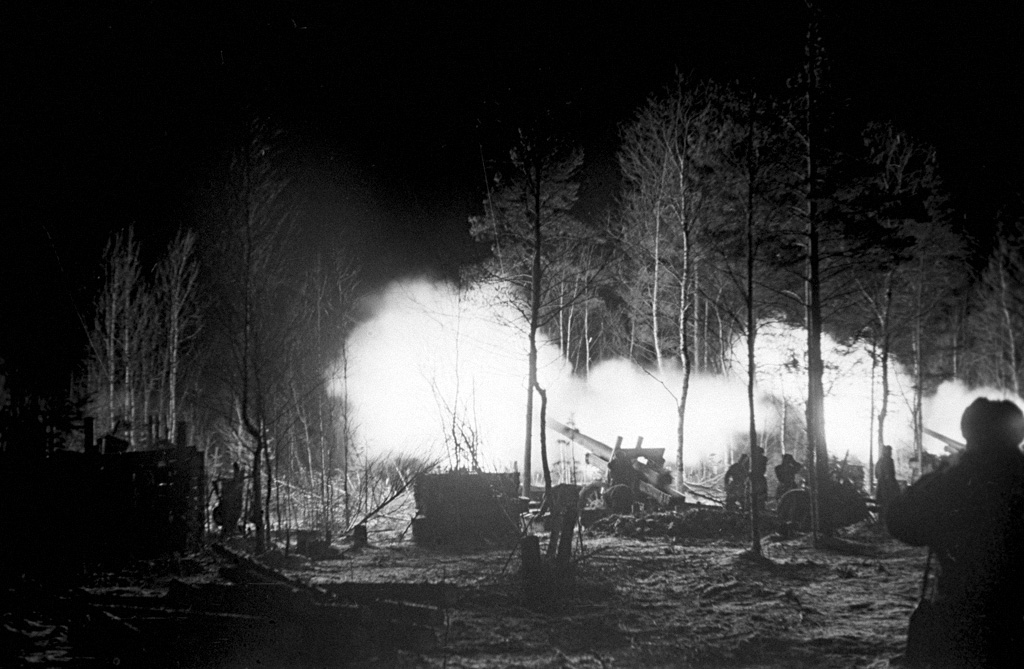
Radziecka artyleria prowadząca ogień w nocy w czasie operacji leningradzko-nowogrodzkiej w okolicach Leningradu

Na początku lutego wojska Frontu Leningradzkiego atakowały w trzech kierunkach: 2 Armia Uderzeniowa na Kingisepp i Narwę, 42 Armia na Gdów i Strugi Krasne, 67 Armia na Ługę. Kingisepp wyzwolono już 1 lutego, a 3 lutego została sforsowana Narwa. Gdów wyzwolono 4 lutego, a do połowy miesiąca wyzwolono znaczną część brzegu jeziora Pejpus. Natomiast dojście do rzeki Ługa i wyzwolenie miasta o tej nazwie było związane z ciężkimi walkami zakończonymi dopiero 15 lutego, po przekroczeniu całej linii obrony. Samo miasto zostało wyzwolone 12 lutego. W tym samym czasie wojska 2 Frontu Nadbałtyckiego toczyły walki na północ i zachód od Nowosokolników, wiążąc siły 16 Armii. W ciągu dwóch tygodni działań fronty Leningradzki i Wołchowski doszły do rzeki Narwa, zbliżyły się do Jeziora Pskowskiego i osiągnęły linię Seredka, Pljussa, Szimsk, przesuwając się na zachód o 50-120 km. Ponieważ linia frontu została znacznie skrócona, 15 lutego rozwiązano Front Wołchowski, a jego armie weszły w skład Frontu Leningradzkiego.
22 lutego wzmocniony front otrzymał dalsze wytyczne. Prawe skrzydło miało zająć umocniony rejon wokół miasta Narwa, a jedna z jego armii – nacierać w kierunku Zatoki Ryskiej w celu odcięcia północnej części Estonii. Dwom armiom polecono ruszyć na południe w kierunku Tartu i Võru. Lewe skrzydło frontu działałoby w kierunku Pskowa i uniemożliwiło Niemcom planowe obsadzenie linii Pantery, następnie przekroczyłoby rzekę Wielikaja i kierowało się w stronę Rygi. Natomiast 2 Front Nadbałtycki jeszcze 17 lutego otrzymał zadanie przerwania lewym skrzydłem obrony przeciwnika na południowy wschód od Pustoszki i sforsowania rzeki Wielikaja na północ od Idricy w celu osiągnięcia rubieży Opoczka – Zilupe. Następnie zamierzano zlikwidować niemieckie oddziały w rejonie Ostrowa.
W drugiej połowie lutego 2. Armia Uderzeniowa zdołała rozszerzyć przyczółek na zachodnim brzegu Narwy do 35 km szerokości i 15 km głębokości. Armie 42. i 67. zbliżyły się do Pskowa, a 8. i 54. wyparły Niemców z rejonu między rzekami Mszaga i Szczełoń. Wojska lewego skrzydła 2 Frontu Nadbałtyckiego w ciągu 15 dni przebyły od 50 do 160 km i dotarły do linii umocnień między Pskowem a Ostrowem, ale nie zdołały pokonać jej z marszu. Działania lewego skrzydła stworzyły realną groźbę okrążenia całej 16. Armii i niemieckie dowództwo zdecydowało się na planowy odwrót. Manewr ten pozostał niezauważony i Niemcy spokojnie obsadzili nową rubież obrony na wschód od Ostrowa, Noworżewa i Pustoszki. W końcu lutego wojska frontu podeszły do tej rubieży, ale nie zdołały jej przełamać. Okazało się, że postawione przed frontami zadanie dotarcia do Zatoki Ryskiej jest niewykonalne. Wojska Frontu Leningradzkiego próbowały jeszcze na początku marca kontynuować działania w kierunku Pskowa. Zacięte walki trwały do połowy kwietnia, ale jedynym sukcesem było przerwanie linii obrony na południe od miasta. Tutaj radzieckie oddziały zdołały posunąć się o 13 km i przeciąć drogę i linię kolejową Psków – Ostrów. Chociaż ambitne plany Stawki nie zostały zrealizowane, to udało się w toku całej operacji przerwać front na szerokości 600 km i odsunąć go od Leningradu na 200-280 km, a od jeziora Ilmen na 180 km. Działań ofensywnych na tym odcinku w następnych miesiącach nie podejmowano.